# Cerocida strigosa
Cerocida strigosa là một loài nhện trong họ Theridiidae.
Loài này thuộc chi Cerocida. Cerocida strigosa được Eugène Simon miêu tả năm 1894.

## Hình ảnh